# Bitumen

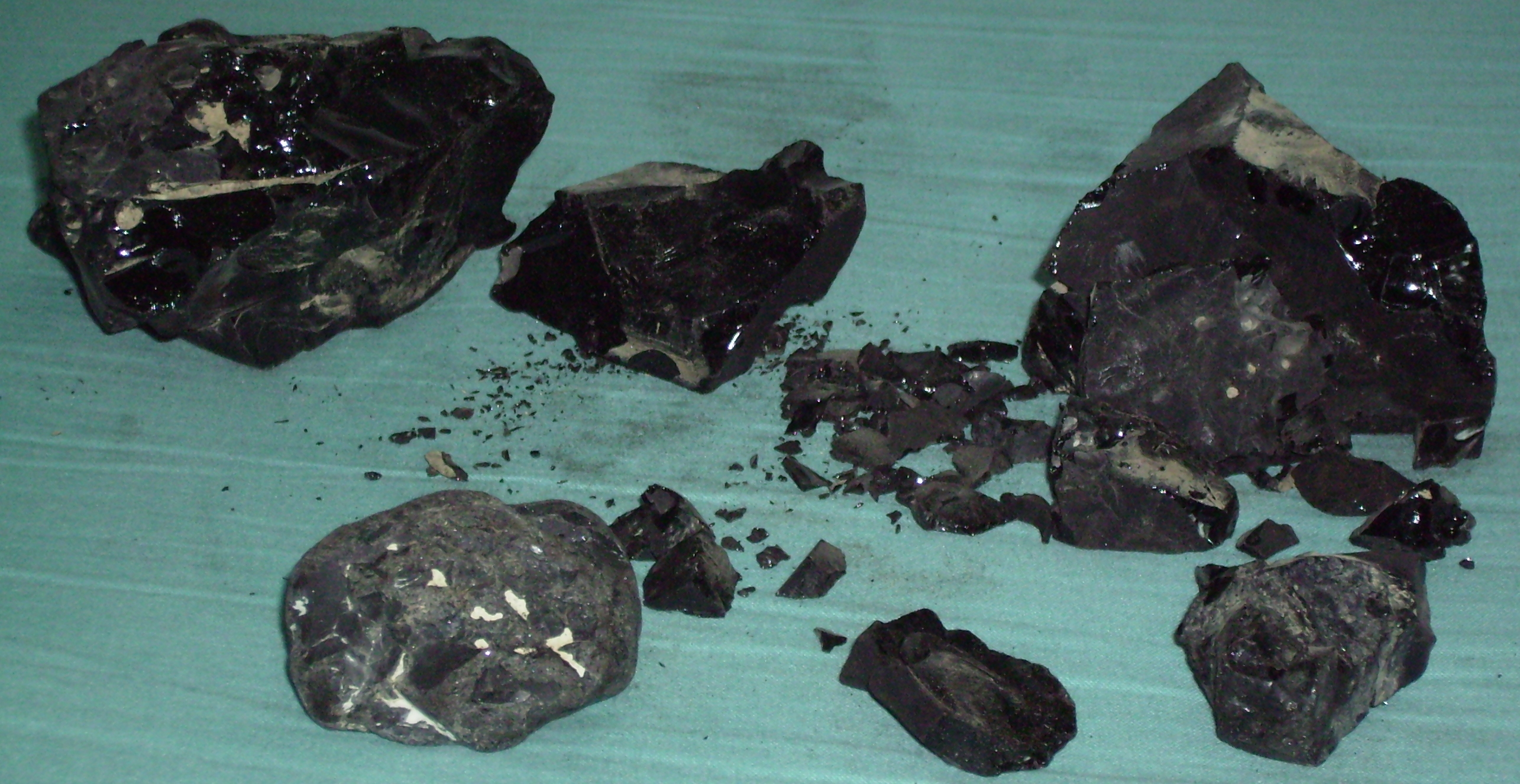
Bitumen zoals het wordt aangetroffen in de natuur

Bitumen is een viskeus vloeibaar mengsel van verschillende koolwaterstoffen die voorkomen in ruwe aardolie. Na fractionele destillatie kan het mengsel gescheiden worden van de andere bestanddelen van aardolie zoals nafta, benzine of diesel en blijft het als zwaarste bestanddeel achter. Het kan ook in de natuur zelf gevormd worden, zonder tussenkomst van de mens.

## Beschrijving
Bitumen heeft bij omgevingstemperaturen de eigenschappen van een vaste stof, maar is natuurkundig beschouwd een vloeistof. Bij hogere temperaturen neemt de vloeibaarheid toe. Bitumen gebruikt in asfalt is gewoonlijk boven zijn glastemperatuur. Bij extreme koude kan het materiaal overgaan van visco-elastisch gedrag naar dat van hard, maar bros glas dat gemakkelijk breken kan. Breen en Stephens onderzochten dit gedrag in 1967 en vonden glaspunten van Tg=−29 °C en −19 °C voor twee typische variëteiten van bitumen.
Ook wordt bitumen in de bodem gevonden, onder andere in Canada. Omdat het dan te viskeus is om door een pijpleiding gepompt te worden, wordt het eerst met stoom gesmolten en vervolgens opgepompt. Ook wordt het daar wel gewonnen door mijnbouw.
Bitumen is een belangrijk bestanddeel van asfalt en wordt als zodanig toegepast in wegverhardingen, als dakbedekking en als geluidsisolatie. Bitumen wordt ook soms gebruikt als soil conditioner om de weerstand van de bodem tegen erosie te verhogen. In Nederland wordt ongeveer 90% van de bitumen gebruikt voor de aanleg van wegen.
Teer en bitumen vertonen grote overeenkomsten maar hebben een verschillende herkomst. Teer wordt verkregen uit steenkool of hout. Vanwege de hoge concentratie van polycyclische aromatische koolwaterstoffen (PAK) wordt (kool)teer sinds 1990 niet meer in de wegenbouw toegepast.

## Geschiedenis
De oudste schriftelijke vermelding van bitumen of kupru komt al voor in het eerste verhaal van de mensheid, het Gilgamesj-epos. In het laatste deel van dit epos vertelt Uta-napishti aan held Gilgamesj hoe de god Ea hem opdracht gaf als bescherming tegen de verwachte zondvloed een ark te bouwen en binnen- en buitenwand met kupru te bestrijken. Het werd ook gebruikt voor het dichten van manden, vlechtwerk en matten. In talrijke spijkerschrifttabletten wordt dit product onder de benaming esir-é-a in verband gebracht met de bouw van tempels, paleizen, waterreservoirs, waterwerken, toiletten, dammen en wegen. Het werd vooral geïmporteerd uit Elam en uit de bergen van Magda. In oude contracten en bestellingen wordt gesproken van hoeveelheden tussen de 800 en 7000 kilogram.

Bitumen werd meestal in de vorm van klompen of vette drab uit rivieren en meren gewonnen. Zo schreef Herodotus in zijn verslag over Babylon: 
er is daar een kleine rivier de Is die in de Eufraat uitmondt en die vele klompen aardhars met zich meevoert. Men gebruikt het voor de muren van Babylon.
 Omdat men niet over natuursteen beschikte voor de versteviging van rivier en kanaaloevers gebruikte men bakstenen die in bitumen gedrenkt en daardoor waterdicht waren. Men gebruikte dergelijke bakstenen ook voor het afdichten van vloeren bij badkamers en afvoer van toiletten. Nebukadnezar gebruikte veel bitumenspecie bij de bouwwerken die hij liet uitvoeren. Zo ook bij de bouw van de oudste asfaltweg ter wereld, de processieweg in Babylon, die door de archeoloog Koldewey opgegraven werd.
Ook de Indus-beschaving gebruikte bitumen in de bouw. In Mohenjodaro ontdekten archeologen een groot bassin dat met een duimdikke laag natuurasfalt was afgedicht. Het dateert uit 3200 v.Chr. Waarschijnlijk werd de bitumen uit Kasjmir of Beloetsjistan betrokken.

## Hoe wordt bitumen geproduceerd in de raffinaderij
De aardolie wordt – na eventueel ontzouten en ontwateren - in een atmosferische distillatie verhit. Elk bestanddeel in de aardolie heeft een eigen kookpunt en daarom wordt de olie verhit tot een temperatuur rond 360°C. Afhankelijk van het kookpunt van de fractie zullen de dampen hoger stijgen in de distillatiekolom (producten met een laag kookpunt stijgen tot boven in de kolom, deze met een hoger kookpunt stijgen minder hoog in de kolom).
Op bepaalde niveaus in de kolom condenseert de dampfase en kan de desbetreffende petroleum fractie uit de kolom worden gehaald. In de atmosferische distillatie kolom (hierbij is de druk in de kolom gelijk aan de atmosferische kolom) kunnen niet alle fracties worden gescheiden en blijft er een “residu” achter in de kolom. In de atmosferische kolom zullen voornamelijk brandstoffen worden gescheiden (nafta, kerosine en gasolie). 
Het overblijvende residu kan dan in een vacuüm distillatie eenheid – bij een verlaagde druk – verder worden verhit tot temperaturen die (atmosferisch equivalent) rond de 500-550°C liggen. Hierdoor kunnen nog andere fracties uit de aardolie worden onttrokken (zoals zware gasolie) en de zware fractie die overblijft (vacuüm residu) kan verder verwerkt worden, onder andere als bitumen indien de aardolie geschikt is voor bitumen productie.
Het vacuüm residu kan echter ook verder worden verwerkt, afhankelijk van de eigenschappen van het residuen de gebruikte aardolie, in andere raffinage eenheden waarbij het residu kan worden “omgevormd” tot andere producten die voor de raffinaderij een meerwaarde kunnen bieden (zoals gasolie). 

## Afbeeldingen

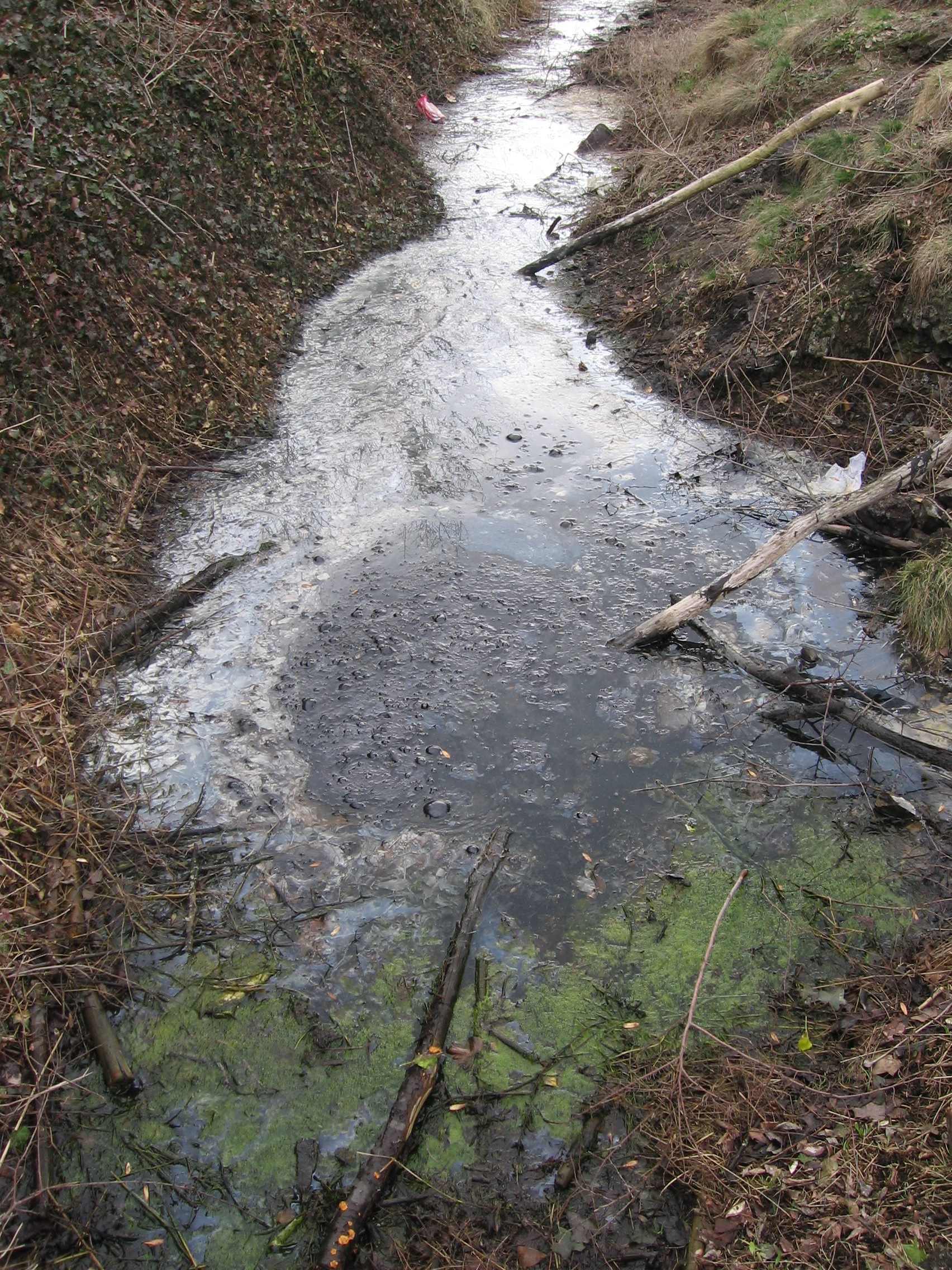
Bitumen in natuur
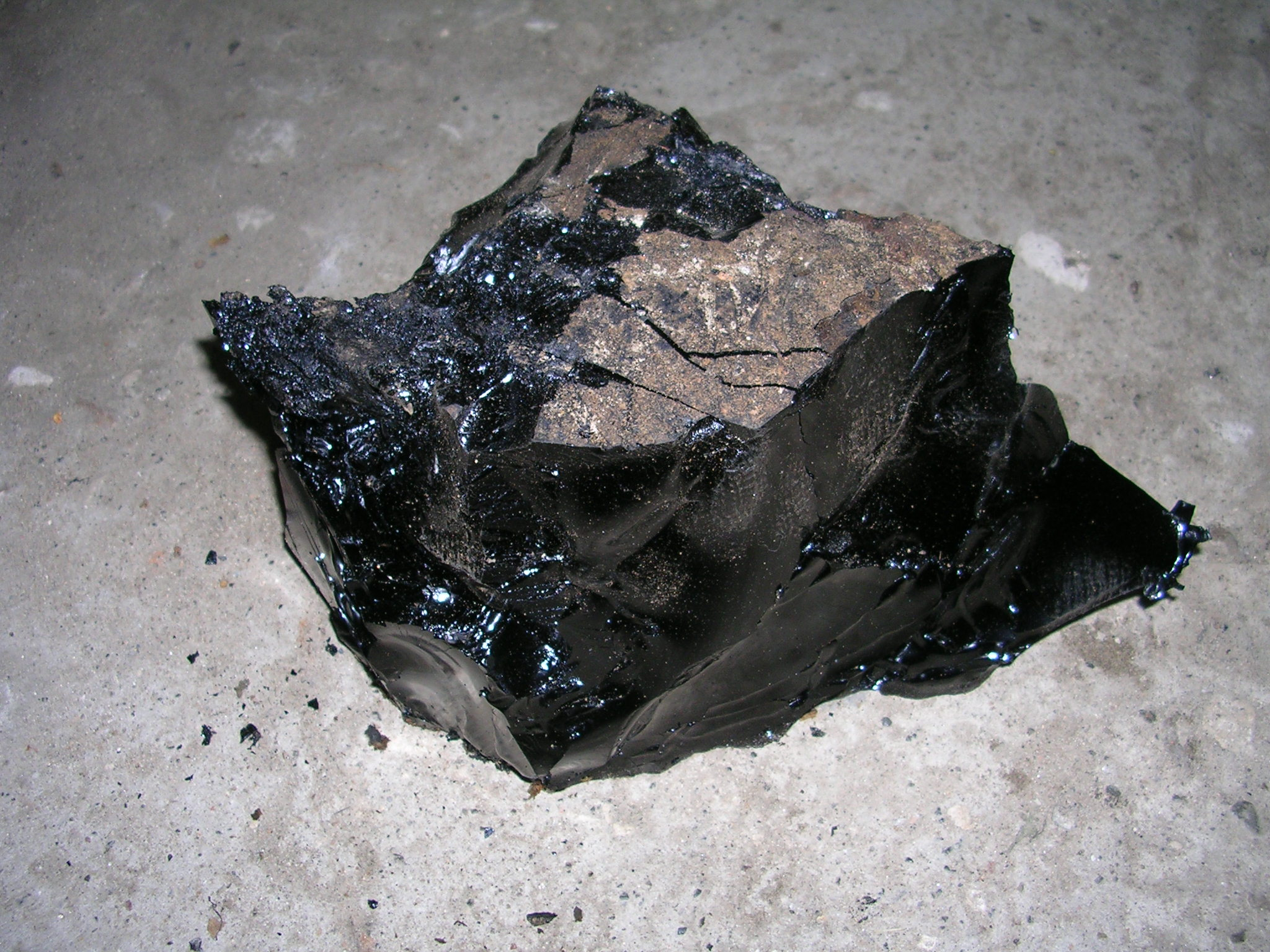
Geraffineerd bitumen
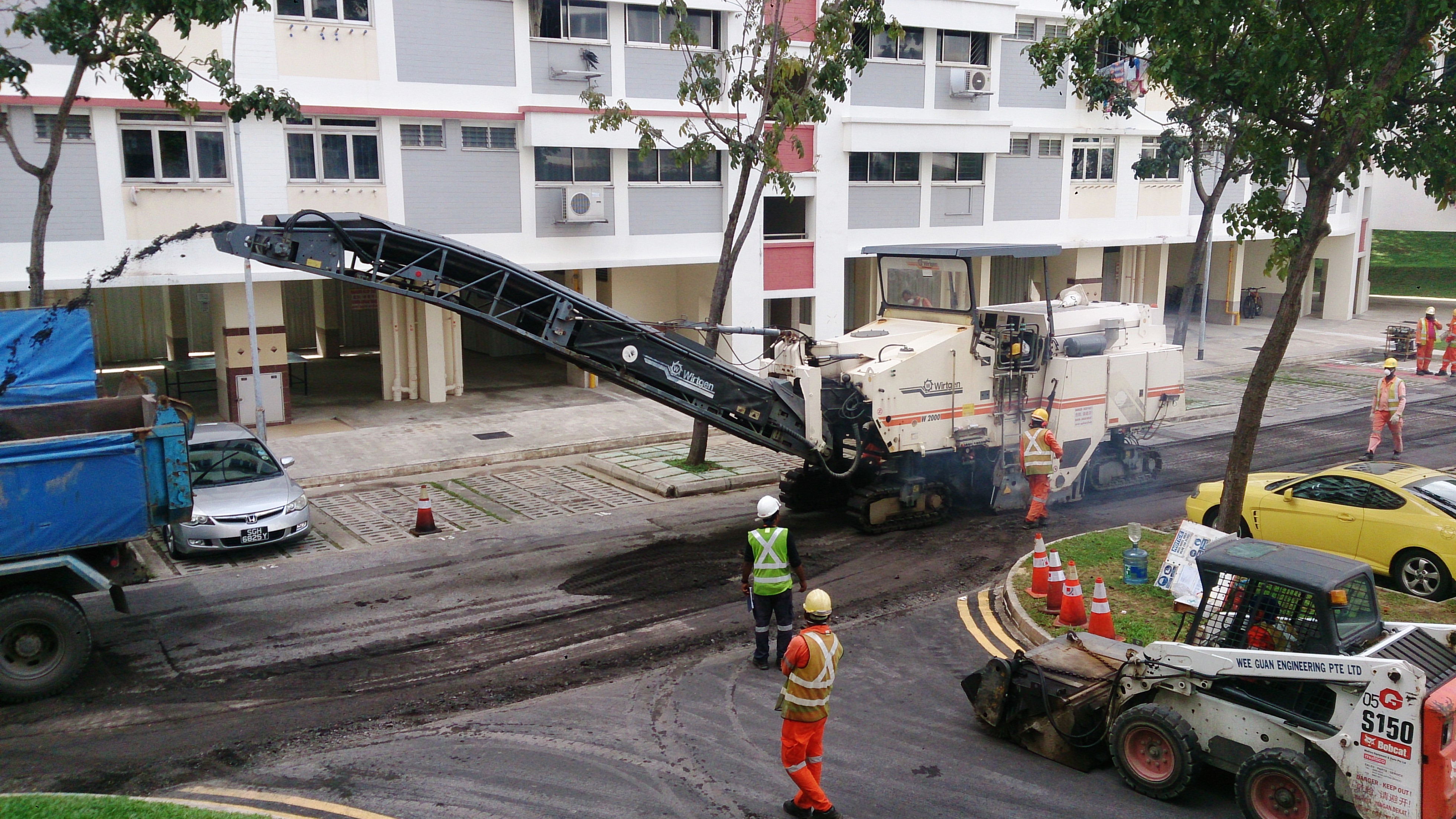
Bitumen wegverharding
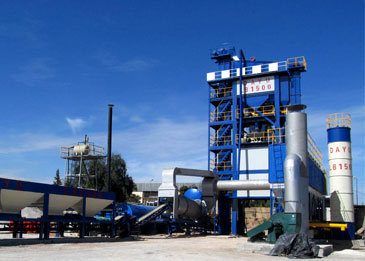
Asfaltfabriek
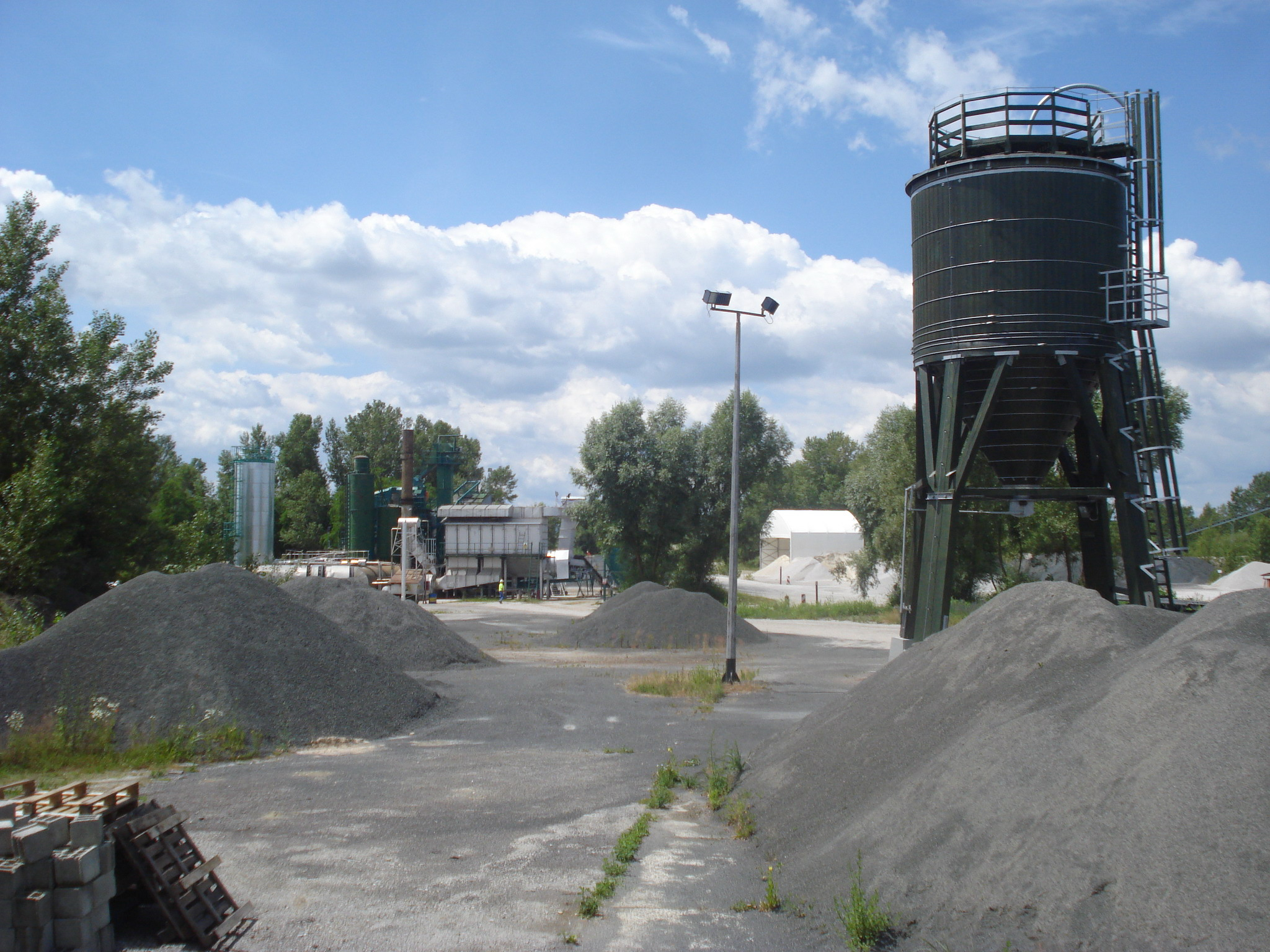
Asfaltmixer
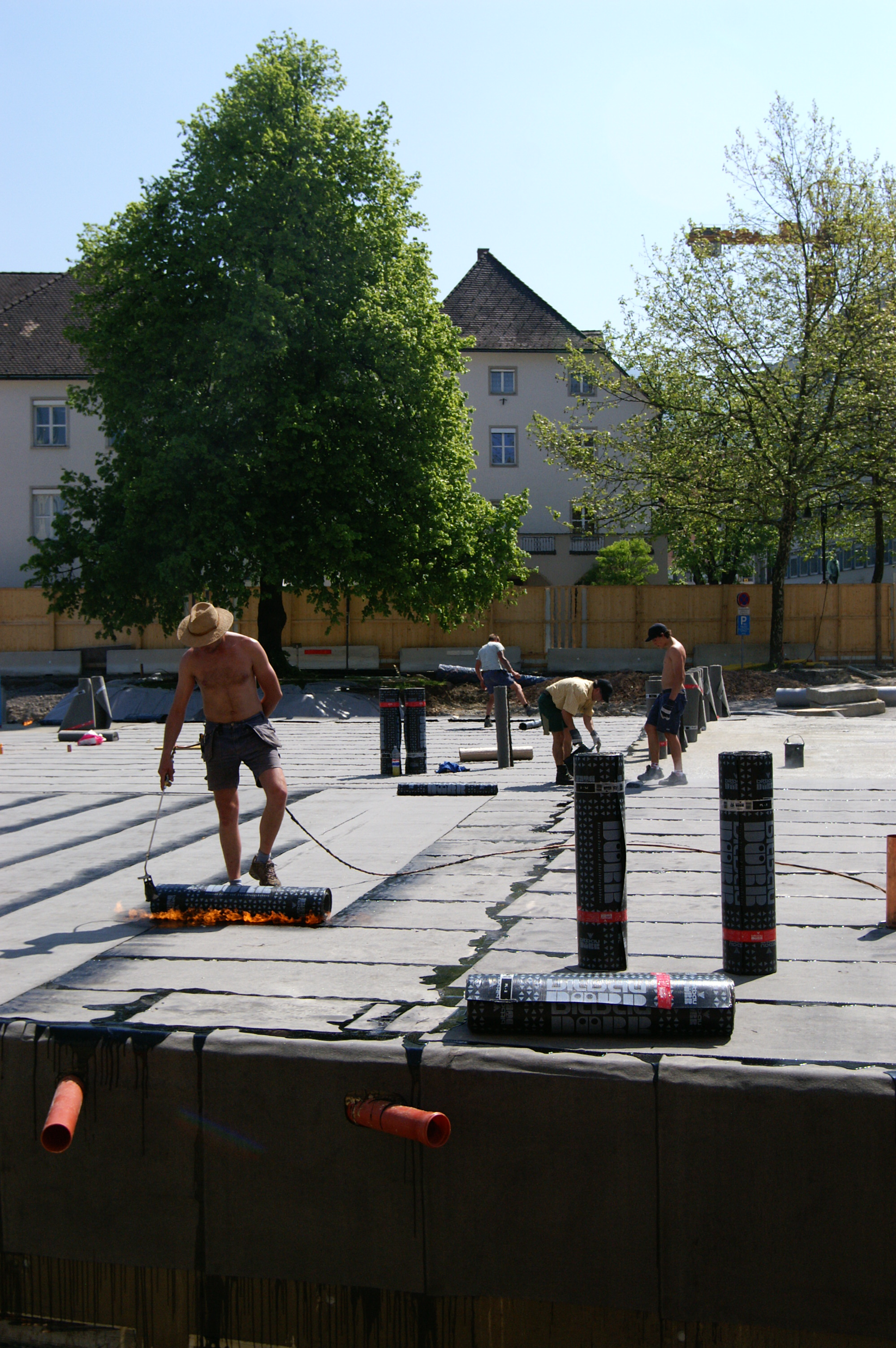
Verwerken van dakleer met bitumen
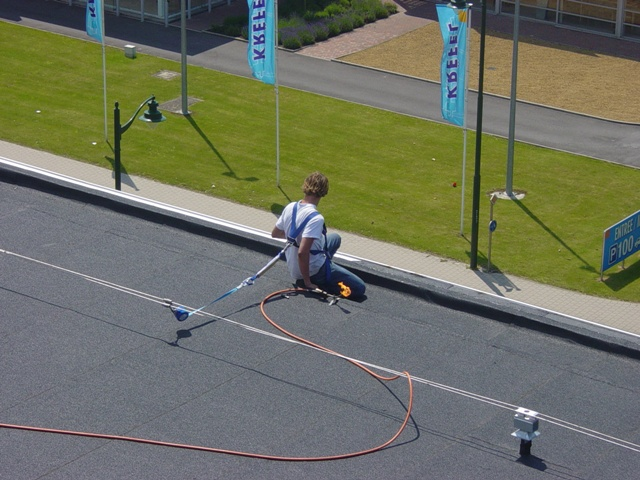
Aanbrengen van bitumineuze dakranden in Anderlecht